# Phú Ninh (xã)
Phú Ninh là một xã thuộc huyện Tam Nông, tỉnh Đồng Tháp, Việt Nam.

## Địa lý
Xã Phú Ninh nằm ở phía tây nam huyện Tam Nông, có vị trí địa lý:
- Phía đông giáp xã Phú Thành B
- Phía tây giáp huyện Thanh Bình
- Phía nam giáp xã An Long
- Phía bắc giáp huyện Thanh Bình và xã Phú Thành A.

Xã Phú Ninh có diện tích 15,35 km², dân số năm 2005 là 7.515 người, mật độ dân số đạt 490 người/km².

## Hành chính
Xã Phú Ninh được chia thành 5 ấp: 1, 2, 3, Ninh Thuận, Phú An.
| STT | Tên ấp     | Mã bưu chính |
| --- | ---------- | ------------ |
| 1   | Ấp 1       | 871852       |
| 2   | Ấp 2       | 871853       |
| 3   | Ấp 3       | 871854       |
| 4   | Ninh Thuận | 871855       |
| 5   | Phú An     | 871856       |

## Lịch sử
Quyết định số 11-HĐBT ngày 19 tháng 02 năm 1983 của Hội đồng Bộ trưởng, chia xã An Long thành ba xã lấy tên là xã An Long, xã An Hoà và xã Phú Ninh.
Quyết định số 13-HĐBT ngày 23 tháng 02 năm 1983 của Hội đồng Bộ trưởng, xã Phú Ninh thuộc huyện Tam Nông, tỉnh Đồng Tháp.

## Kinh tế - xã hội

### Kinh tế
Phú Ninh là một trong 3 xã tam giác Đại Đồng cùng với An Long và An Hoà.
Vì vị thế có ranh xã với An Long nên xã cũng phát triển nhưng có phần thấp hơn nhiều so với An Long.
Phú Ninh có nhiều điều kiện để thúc đẩy sự phát triển kinh tế của xã nhưng thu thuế vẫn còn khá ít ngân sách so với các xã An Long, An Hòa,... Kinh tế đa phần phụ thuộc vào các xã lân cận.

### Xã hội

#### Giáo dục
Phú Ninh có đủ các cấp mầm non, tiểu học, trung học cơ sở, trung học phổ thông như:
- Trường MN Hoa Hồng
- Trường MG Phú Ninh
- Trường TH Phú Ninh A
- Trường TH Phú Ninh B
- Trường THCS Phú Ninh
- Trường THPT Tam Nông.

#### Y tế
Trạm Y tế xã Phú Ninh phục vụ cho người dân. Ngoài ra còn có các phòng khám đa khoa tư nhân.

## Giao thông
Nơi đây có tuyến quốc lộ 30 đi ngang qua 2 ấp (ấp 1, ấp 2), xã còn có tuyến xe buýt 662 từ Hồng Ngự đi Cao Lãnh, có tuyến đi từ Cao Lãnh đi Tân Hồng và còn có tuyến xe buýt từ Cao Lãnh đi Phnôm Pênh). Xã còn có tuyến ĐT844 đi qua.